# Hasarius kulczynskii
Hasarius kulczynskii är en spindelart som beskrevs av Zabka 1985. Hasarius kulczynskii ingår i släktet Hasarius och familjen hoppspindlar. Inga underarter finns listade i Catalogue of Life.